# Casa Resines
La casa Resines es un edificio situado en la Acera de Recoletos de la ciudad española de Valladolid.

## Descripción

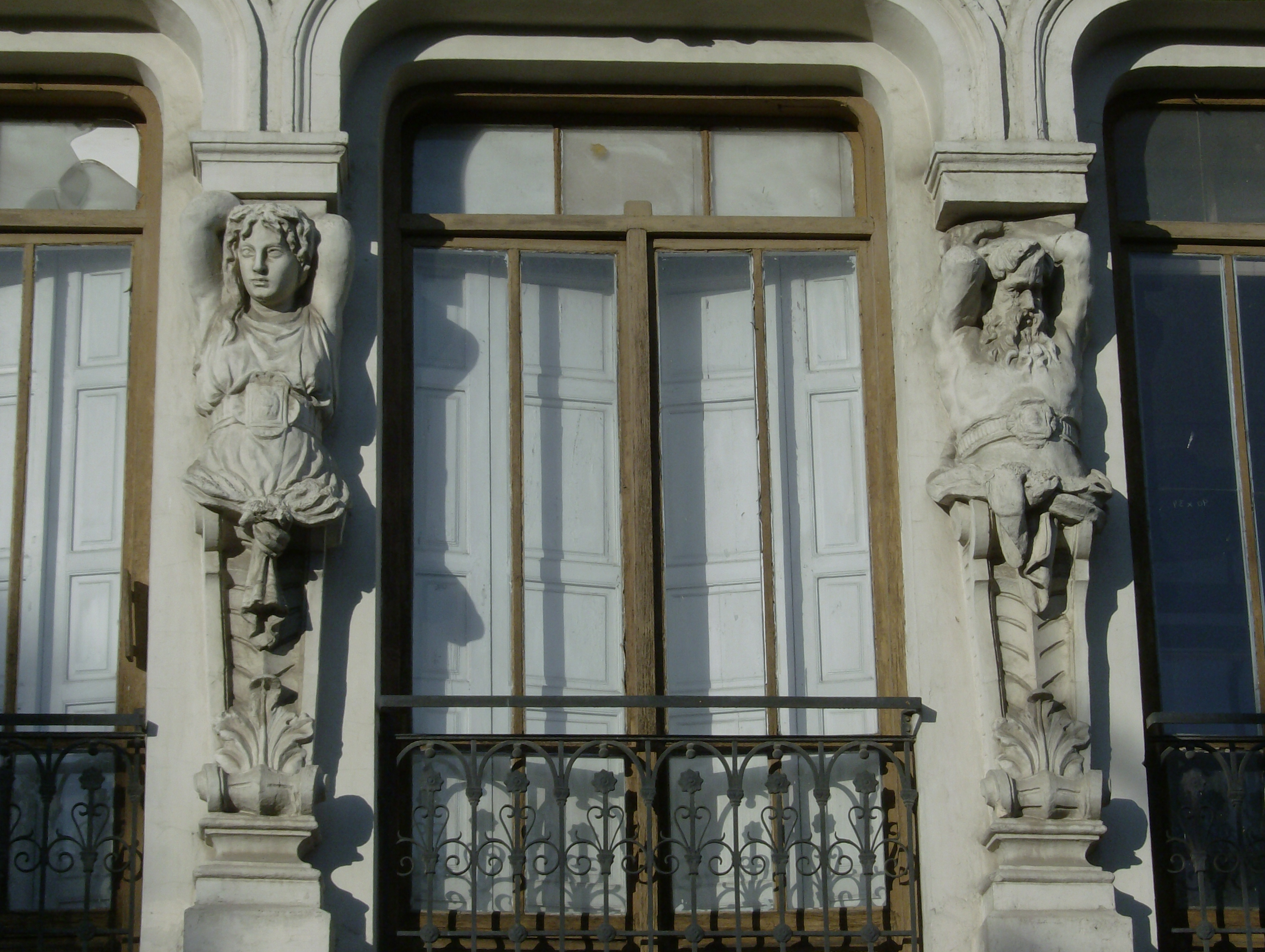
Detalle de la Casa Resines.

Conjunto de viviendas proyectadas por Julio Saracíbar en 1891, siendo uno de los ejemplos más singulares de la arquitectura del ensanche vallisoletano junto con la cercana Casa Mantilla, del mismo autor. El edificio se organiza en dos portales independientes y de distribución funcional simétrica, destinado a grandes viviendas burguesas, donde destaca hacia el exterior la fachada unitaria de inspiración renacentista con influencias americanas (escuela de Chicago) y francesas, en la que sobresale la sucesión de arcadas en dos órdenes, la presencia de miradores enmarcando la fachada o un rico repertorio ornamental con elementos vegetales, motivos clásicos y atlantes.
La división de la edificación en dos propiedades ha dado lugar a un estado de conservación desigual entre las mismas. Mientras el número 8 se presenta con una fachada de tratamiento uniforme, no exenta de daños, su simétrica del número 9 presenta desperfectos significativos (pérdida de acabados y sustitución de carpinterías).